# NGC 2064
NGC 2064 是猎户座的一個星系（反射星雲）。它於1864年1月11日由普魯士天文學家海因里希·路易·达雷所發現。它與M78、NGC 2071和NGC 2067一起屬於同一組星雲。